# Sarayköy, Terme
Sarayköy là một xã thuộc huyện Terme, tỉnh Samsun, Thổ Nhĩ Kỳ. Dân số thời điểm năm 2010 là 634 người.